# (29590) 1998 FR115
A (29590) 1998 FR115 a Naprendszer kisbolygóövében található aszteroida. A LINEAR projekt keretében fedezték fel 1998. március 31-én.